# Гранце
Гранце, Ґранце (італ. Granze, вен. Granze) — муніципалітет в Італії, у регіоні Венето, провінція Падуя.
Гранце розташоване на відстані близько 380 км на північ від Рима, 60 км на південний захід від Венеції, 28 км на південний захід від Падуї.
Населення — 2055 осіб (2014).
Щорічний фестиваль відбувається 24 липня. Покровитель — Santa Cristina.

## Демографія
Населення за роками:

Станом на 1 січня 2023 року в муніципалітеті офіційно проживало 75 іноземців з 9 країн, серед них 31 громадянин країн Євросоюзу та 2 громадяни України.

## Сусідні муніципалітети
- Сант'Елена
- Сант'Урбано
- Солезіно
- Стангелла
- Вескована
- Вілла-Естенсе